# Rezerwat przyrody Bukowe Zdroje im. Profesora Tadeusza Dominika
Rezerwat przyrody Bukowe Zdroje im. Profesora Tadeusza Dominika – rezerwat leśny o powierzchni 221,28 ha, utworzony 30 maja 1956 (początkowo na powierzchni 216,28 ha pod nazwą "Rezerwat przyrody Bukowe Zdroje", w 1964 zmniejszony do 207,9 ha, powiększony w 2005 r.), w województwie zachodniopomorskim, w północno-zachodniej części Szczecińskiego Parku Krajobrazowego „Puszcza Bukowa”, graniczącego poprzez autostradę A6 od zachodu z Podjuchami i od północy z osiedlem Bukowym. W większości znajduje się na gruntach gminy Stare Czarnowo, jedynie 2,63 ha powierzchni objęte jest granicami miasta Szczecin. W 1982 r. zarządzeniem Ministra Leśnictwa i Przemysłu Drzewnego z dnia 23 sierpnia (Monitor Polski nr 20, poz. 179) rezerwat otrzymał aktualną nazwę na cześć szczecińskiego mykologa – Tadeusza Dominika.

## Cel ochrony
Celem ochrony jest zachowanie ze względów przyrodniczych, naukowych i dydaktycznych cech i procesów naturalnych dla wyróżniającego się dużymi walorami biocenotycznymi oraz estetycznymi kompleksu buczyn, łęgów i olsów, kształtującego się w warunkach dużego urozmaicenia rzeźby terenu i warunków siedliskowych. Na terenie rezerwatu 31 pomników przyrody: 27 dębów o obwodach 170-390 cm, 3 buki (170-230 cm obw.) oraz głaz narzutowy Szwedzki Kamień.

## Charakterystyka
Największy rezerwat w Puszczy Bukowej chroniący dobrze wykształcone żyzne buczyny niżowe (Galio odorati-Fagetum) z kostrzewą leśną (Festuca altissima) w runie, łęgi (w tym subatlantyckie łęgi jesionowe i jesionowo-olszowe) oraz kwaśne dąbrowy i buczyny (Luzulo pilosae-Fagetum). Obejmuje tereny silnie zróżnicowane pod względem siedliskowym o bardzo zróżnicowanej rzeźbie terenu. Z północy na południe przecina ten obszar głęboka dolina Chojnówki z typowo wykształconym łęgiem jesionowym ze stanowiskami turzycy zgrzebłowatej (Carex strigosa), gatunku znanego w kraju tylko z kilku stanowisk poza Puszczą Bukową. Przy wyciekach u stóp stoków występuje buczyna źródliskowa (zbiorowisko Fagus sylvatica-Mercurialis perennis) z kilkoma gatunkami storczykowatych i rzadką stokłosą gałęzistą (Bromus ramosus). Stoki wzniesień pokrywa buczyna żyzna, kwaśna i dąbrowy.
Występują tu następujące rośliny chronione: jarząb brekinia (Sorbus torminalis), buławnik wielkokwiatowy (Cephalanthera damasonium), buławnik czerwony (Cephalanthera rubra), kruszczyk szerokolistny (Epipactis helleborine), gnieźnik leśny (Neottia nidus-avis), przylaszczka pospolita (Hepatica nobilis). Natomiast spośród roślin zagrożonych i rzadkich rozpoznano takie jak: czartawa pośrednia (Circaea intermedia), żywiec cebulkowy (Dentaria bulbifera), turzyca zgrzebłowata (Carex strigosa), przytulia leśna (Galium sylvaticum), przetacznik górski (Veronica montana), skrzyp zimowy (Equisetum hyemale), zachyłka oszczepowata (Phegopteris connectilis), kokorycz wątła (Corydalis intermedia).

## Znakowane szlaki turystyczne
- Szlak przez Słupi Głaz im. Wojciecha Lipniackiego
- Szlak im. Stanisława Grońskiego
- Szlak Równiny Wełtyńskiej
- Szlak Woja Żelisława
- Szlak do Szwedzkiego Kamienia
- Szlak Górski na Bukowiec

## Warto zobaczyć
- grodzisko Chojna, (grodzisko Klęskowo, Grodzisko Śmiłowskie, Zedelin), wczesnośredniowieczne, z IX-XII w.
- Dolina Chojnówki od Oczka Marzanny (źródło)
- uroczysko Szwedzki Młyn, ruiny młyna drzewnego, z XIII w., w XIX i na początku XX w. leśna restauracja. Nieco na wschód, na niewielkim wzniesieniu cmentarzyk ewangelicki
- Szwedzki Kamień, głaz narzutowy, pomnik przyrody, obw. 9,7 m, wys. 1,8 m